# Konstantinos Karakatsanis
Konstantinos Karakatsanis (griego: Κωνσταντίνος Καρακατσάνης; Atenas, 1877 - m. desconocida) fue un atleta griego que compitió en los Juegos Olímpicos de Atenas 1896.
Karakatsanis compitió en los 1500 metros y se ubicó en las últimas posiciones de los ocho corredores que participaron en la prueba, sin poder establecerse de forma clara en cual de ellas.